# 定勝糕
定胜糕是江南地区一种糕团，属松糕类，在苏州、杭州、湖州等地流行。定胜糕的主要原料为粗糯米和粗粳米。定胜糕有猪油定胜糕、细沙定胜糕等品种。因定胜糕形状如定榫故最初名為定榫糕。由于定榫与定胜在江浙方言中谐音，后来逐渐更名為定胜糕。當地人祝寿、建屋和乔迁時會制作定胜糕。